# Un bonheur de rencontre
 (mai 2023).
Si vous disposez d'ouvrages ou d'articles de référence ou si vous connaissez des sites web de qualité traitant du thème abordé ici, merci de compléter l'article en donnant les références utiles à sa vérifiabilité et en les liant à la section « Notes et références ».
Un bonheur de rencontre est un roman publié en 1981 par l’écrivain britannique Ian McEwan sous le titre The Comfort of Strangers. Il a été publié en France en 1983 aux éditions du Seuil dans une traduction de Jean-Pierre Carasso. Il s’agit de son deuxième roman, et il est situé dans une ville qui n’est pas nommée mais dont la description détaillée suggère fortement Venise. Le livre a été adapté à l’écran par Paul Schrader en 1990 sous son titre original avec un scénario de Harold Pinter. Le film situé à Venise est interprété par Rupert Everett, Christopher Walken, Helen Mirren et Natasha Richardson.

## Synopsis
Mary et Colin, un couple d’Anglais, sont en vacances dans une ville non nommée. Mary est divorcée et a deux enfants ; Colin, un garçon d’une beauté angélique, est son amant depuis sept ans. Bien qu’ils ne vivent pas ensemble habituellement, leur relation est intime, profonde et passionnée, mais ils semblent s’ennuyer.
Un soir ils se perdent le long des canaux et font connaissance avec un homme énergique originaire du pays, Robert, qui les emmène dans un bar. Ensuite, il insiste pour les emmener chez lui où ils rencontrent sa femme, Caroline. Bien qu’ils se montrent très accueillants envers leurs invités, les hôtes apparaissent bientôt avoir une relation étrange entre eux – Robert est le produit d’une éducation sadique et Caroline, qui est handicapée, a une vision gênante des hommes comme des maîtres auxquels les femmes doivent se soumettre.
Dès le début de leur rencontre suivante, Robert sépare immédiatement Colin de Mary et il emmène Colin faire une longue promenade dans la ville. Tout en marchant, Robert parle exclusivement à d’autres hommes, dans une langue que Colin ne comprend pas. Par la suite, Robert informe Colin qu’il a dit à ces hommes que Colin était son amant.
Pendant ce temps, Caroline révèle tout à Mary de la relation sadomasochiste qu’elle a avec Robert. Celui-ci a vite commencé à être très violent avec elle, notamment en faisant l’amour, et c’est ainsi que Caroline a eu le dos cassé, et que désormais elle souffre et elle boite. Caroline souligne toutefois que, d’une certaine façon, elle éprouve du plaisir à ce que son mari lui fasse mal et la déteste. En fin de compte, ils partagent même un fantasme ; celui de tuer quelqu'un. Mary ne fait pas de commentaire sur ce qu’elle vient d’apprendre. Plus tard, Caroline prépare du thé et montre à Mary la chambre qu’elle partage avec Robert. Mary est surprise d’y trouver un mur couvert de photographies de Colin. Alors qu’elle commence à comprendre ce que Caroline et Robert ont en tête à propos de Colin, elle se sent très fatiguée et s’endort.
- Dénouement

Peu après, Colin et Robert rentrent de leur promenade et Colin remarque que quelque chose ne va pas avec Mary. Il s’avère que Caroline a mélangé dans son thé un produit qui paralyse Mary sans l’empêcher de voir. Mary étant incapable de bouger ou d’avertir Colin, il ignore encore ce qui va lui arriver. Mary est contrainte d’assister sans rien pouvoir faire à la scène où Robert et Caroline commencent à toucher Colin, à l’embrasser, puis Robert tranche les poignets de Colin avec une lame de rasoir. Colin meurt d’hémorragie et Mary s’évanouit complètement. Elle se réveille à l’hôpital et découvre que Robert et Caroline sont partis, emportant avec eux toutes leurs affaires.
Plus tard, la police déclare à Mary que de tels crimes sont monnaie courante.

## Thèmes
Le roman de McEwan explore la proximité décousue qui existe entre Mary et Colin. Ils se connaissent depuis sept ans et « oublient souvent qu’ils sont deux personnes distinctes ». Cette proximité, tout en étant une expression de leur amour, les rend faibles et puérils. Elle les fait souffrir et permet à Robert d’en tirer avantage.
Le dénouement perturbant du roman suggère que McEwan se préoccupe de deux sujets principaux : d’abord, le comportement sadique de Robert et la soumission de Caroline sont les manifestations d’une sexualité crue et obsédante. Ensuite, les actes de Robert sont situés dans le contexte de son enfance, suggérant que l’éducation qu’il a reçue d’un père dominateur et autoritaire, avec une mère soumise et des sœurs aînées plus puissantes, est la raison de son comportement.

## Réception critique dans les pays anglosaxons
Le spécialiste de McEwan David Malcolm affirme que les critiques de The Comfort of Strangers ont été positives, notant que James Campbell, du New Statesman, l’a qualifié de « beau roman » et qu’un bon nombre de commentateurs (y compris Anthony Thwaite) l’ont estimé supérieur au roman précédent de McEwan, Le Jardin de ciment (The Cement Garden, 1978). Dans la London Review of Books, Christopher Ricks écrit que « l’histoire de McEwan est aussi sobre qu’un frisson » et discute de l’alerte donnée par le critique anglais John Ruskin au sujet de l’omniprésence de la mort dans les romans modernes, affirmant que « la puissance de l’histoire réside dans sa manière de montrer à quel point ce choc est ineffaçable en ce que de telles horreurs surviennent aux personnes les plus inoffensives et respectables. » Ricks apprécie le dénouement pour sa force émotionnelle.
Toutefois, le roman a reçu aussi des recensions défavorables de certains critiques américains. Un journaliste de Kirkus Reviews a déclaré que, bien que « la première moitié est prometteuse d’une fiction importante », le livre se termine par « une situation sexuelle symbolique et perverse qui n’est ni efficace en termes de narration, ni innovante en tant que métaphore. » Il argumente : « McEwan semble avoir un immense talent empêtré par le besoin de prêcher, de philosopher ou de solutionner des obsessions personnelles ; et on ne peut qu’espérer qu’en écrivant des histoires-essais comme celle-ci, séduisante mais aussi décevante, cela le libèrera pour écrire de la fiction d’une plus large ampleur de vision. »
Stephen Koch du Washington Post a noté : « C’est mieux écrit [que The Cement Garden]. L’élégance de la lisibilité de McEwan, son habileté technique – invariablement admirées – ont été portées à un éclat et une complexité supérieures. [...] McEwan avance dans la majeure partie de cette histoire malsaine de manière subtile et prometteuse. » Toutefois, le commentateur estime aussi que « toute cette adresse se dirige vers un dénouement qui, bien que dûment horrifique, est affaibli par une certaine faiblesse et banalité en son cœur même » et que la nouvelle intitulée Psychopolis du recueil de McEwan's In Between the Sheets traite les mêmes thèmes en y réussissant mieux. (recueil publié en français par Gallimard en 2001 : Psychopolis et autres nouvelles).
Dans le New York Times, le critique John Leonard a déclaré que McEwan était « l’un des rares écrivains anglais de fiction appartenant de nos jours à une Europe obscure ; c’est un Samuel Beckett avec des organes génitaux ». Mais il dit aussi que Thomas Mann avait déjà écrit ce roman [allusion à Mort à Venise] et l’avait écrit mieux. Leonard ajoute : « Aucun lecteur ne peut entamer The Comfort of Strangers sans le lire jusqu’au bout ; il y a de la magie noire à l’œuvre. [...] Et pourtant tout ce qui est érotique est aussi malsain. [...] Ce roman d’un écrivain au talent énorme est décidément malsain. »
Dans un article de 2010 pour The Daily Beast, Lucas Wittman cite The Comfort of Strangers comme l’un des meilleurs livres de McEwan pour la période d’avant Atonement (Expiation en français), écrivant : « McEwan saisit parfaitement l’excitation du voyage, quand on est séparé de son environnement familier et que la chance qu’il arrive quelque chose d’inhabituel et non conforme à votre personnalité semble possible. Mais comme on est dans une fiction de McEwan, cette possibilité est la vérité brutale disant comment certaines personnes trouvent l’amour dans des voies extrêmes. »